# Vụ án Năm Cam và đồng phạm
Vụ án Năm Cam và đồng phạm hay Chuyên án Z5.01 là vụ án về tội phạm có tổ chức đặc biệt, có tính đặc thù, đây là một vụ án lớn và phức tạp, liên quan đến nhiều đối tượng, nhiều địa phương. Quá trình hình thành và phát triển tổ chức tội phạm theo kiểu "xã hội đen" do Trương Văn Cam cầm đầu đã được phanh phui và phơi bày trước ánh sáng, được Việt Nam và thế giới quan tâm ở nhiều góc độ khác nhau, sự quan tâm ở đây bao hàm cả hai góc độ kinh tế và chính trị. Trương Văn Cam là đối tượng hình sự đặc biệt nguy hiểm, hoạt động phạm tội theo kiểu "xã hội đen", liên tục gây ra nhiều tội ác trên địa bàn Thành phố Hồ Chí Minh và nhiều tỉnh thành trong nước trong một thời gian dài với nhiều hành vi dã man, tàn bạo; thủ đoạn trắng trợn, thâm độc gây nên phẫn nộ lớn trong dư luận dân cư.

## Quá trình điều tra
Năm 1995, Bộ Công an Việt Nam đã đánh giá Vụ án Năm Cam và đồng bọn là một vụ án hình sự đặc biệt nghiêm trọng, Năm Cam và đồng bọn đã có những hành vi cực kỳ nguy hiểm đối với an ninh quốc gia và tầng lớp dân cư trong đời sống xã hội. Bộ Công an đã bắt giam, tập trung cải tạo tội phạm nguy hiểm Năm Cam nhằm mục đích củng cố hồ sơ truy tố Năm Cam. Bằng các thủ đoạn mua chuộc bằng tiền, quan hệ với các quan chức cơ quan công an, kiểm sát và cả Văn phòng Chính phủ, cùng các thủ đoạn khác, Năm Cam lại được thả trước thời hạn. Sau khi được trả tự do, Năm Cam hoạt động mạnh hơn, trắng trợn hơn rất nhiều so với trước năm 1995. Cuối năm 1999, Bộ Công an đã thành lập một ban chuyên án để điều tra giải quyết. Song thực tế, ban chuyên án này đã hoạt động không hiệu quả, không ngăn chặn được hoạt động tội phạm của Năm Cam và đồng bọn. Hơn thế nữa, các hoạt động tội phạm của Năm Cam và đồng phạm ngày càng tàn bạo hơn, coi thường pháp luật.
Tháng 5 năm 2001, để điều tra quá trình hình thành và hoạt động tội phạm có tổ chức theo kiểu "xã hội đen" của Năm Cam và đồng phạm, Bộ Công an Việt Nam đã thành lập một chuyên án mới gọi là Chuyên án "Năm Cam và đồng bọn" với bí số là Z5.01. Chỉ huy Chuyên án là Thiếu tướng Nguyễn Việt Thành, Phó Tổng cục trưởng Tổng cục Cảnh sát Nhân dân. Sau khi kết thúc chuyên án, ông Thành được phong quân hàm Trung tướng, chuyển sang làm Phó Chánh Văn phòng Ban Chỉ đạo Trung ương về phòng, chống tham nhũng cho đến khi ông nghỉ hưu từ ngày 1 tháng 1 năm 2009. Tháng 12 năm 2001, cơ quan Cảnh sát điều tra đã tiến hành khởi tố Vụ án Năm Cam và đồng bọn. Tháng 10 năm 2002, cơ quan cảnh sát điều tra đã kết thúc điều tra, và chuyển hồ sơ sang Viện Kiểm sát Nhân dân để đưa ra xét xử. Ðây là một vụ án kỷ lục về số lượng bị can, tội danh và cả về tính chất nguy hiểm.

## Quá trình xét xử

### Phiên tòa sơ thẩm
Ngày 25 tháng 2 năm 2003, tại Thành phố Hồ Chí Minh, phiên tòa xét xử Vụ án Năm Cam và đồng phạm khai mạc, 155 bị can với 24 tội danh khác nhau phải ra trước vành móng ngựa cùng với 238 người có quyền lợi, nghĩa vụ liên quan trong vụ án đã được tống đạt quyết định triệu tập có mặt tại phiên tòa; 39 bị hại; 3 phiên dịch cùng hàng trăm phóng viên của các cơ quan báo chí trong, ngoài nước và các lực lượng: Công an, Điện lực, Y tế, thanh niên xung phong, Công ty Công trình công cộng quận 1... để đảm bảo an ninh, trật tự và các vấn đề hậu cần cho phiên tòa; cùng với hàng nghìn bút lục về vụ án này đã được diễn giải tại phiên tòa. Trong đó, 107 bị can đang tạm giam; 48 bị can tại ngoại. Trong số 155 bị can có 21 người nguyên là cán bộ công chức nhà nước và cơ quan bảo vệ pháp luật (13 cán bộ công an, ba cán bộ Viện kiểm sát và 5 cán bộ cơ quan hành chính); 17 đảng viên Đảng Cộng sản Việt Nam (đã khai trừ khỏi Đảng: 10, đình chỉ sinh hoạt Đảng: 6). Để bảo đảm đủ điều kiện cho công tác xét xử, do đây là vụ án lớn có số bị can quá đông, một số kinh phí tám trăm triệu đồng Việt Nam đã được chi ra để nhằm mục đích mở rộng và nâng cấp trang thiết bị cho phòng xử án.
Chủ tọa phiên tòa là Thẩm phán Bùi Hoàng Danh, Phó Chánh án Tòa án Nhân dân Thành phố Hồ Chí Minh; Tham dự phiên tòa còn có 80 luật sư bảo vệ quyền lợi cho các bị cáo và hai người bị hại là Phan Lê Sơn và Hồ Phước Hưng. Tòa án đã quyết định triệu tập thêm một số người khác có liên quan tới vụ án (ngoài số 238 người có quyền lợi, nghĩa vụ liên quan trong vụ án đã được tống đạt quyết định triệu tập), là các ông Lê Thanh Ðạo, nguyên Viện trưởng Viện Kiểm sát Nhân dân Tối cao; Thân Thành Huyện và Võ Văn Măng, nguyên Phó Giám đốc Công an Thành phố Hồ Chí Minh; Nguyễn Văn Bông, nguyên Phó Viện trưởng Viện Kiểm sát Nhân dân Thành phố Hồ Chí Minh, cùng một số nhà báo khác.
Phiên khai mạc được truyền hình trực tiếp trên kênh VTV1 và HTV9 và các Đài Phát Thanh - Truyền hình địa phương và Các Hãng Truyền hình trên thế giới Tường thuật trực tiếp & tiếp sóng toàn bộ phiên tòa .
Thời gian xét xử vụ án tại phiên sơ thẩm
Thời gian xét xử vụ án từ ngày 25 tháng 2 năm 2003 đến ngày 5 tháng 6 năm 2003, phiên tòa kéo dài 57 ngày không kể thứ bảy, chủ nhật và ngày nghỉ, từ 8 giờ 00 đến 17 giờ 00 hằng ngày, (dự kiến lúc đầu là 55 ngày, kết thúc ngày 30/5/2003).

#### Trình tự xét xử phiên sơ thẩm
1. Vụ án giết hại Dung Hà và vụ tạt axit Lê Ngọc Lâm
Người liên quan: 7 bị cáo, 14 luật sư, 4 người đại diện cho người bị hại, 17 người có quyền lợi và nghĩa vụ có liên quan.
2. Vụ đánh bạc tại quận 5, quận 3, quận 8
Người liên quan: 68 bị cáo, 39 luật sư, luật gia, 37 người có quyền lợi và nghĩa vụ có liên quan.
3. Vụ đưa và nhận hối lộ tại quận 8
Người liên quan: 16 bị cáo, 14 luật sư, 36 người có quyền lợi và nghĩa vụ có liên quan.
4. Vụ đánh bạc của Trương Hiền Bảo
Người liên quan: 11 bị cáo, 8 luật sư, 12 người có quyền lợi và nghĩa vụ có liên quan.
5. Các vụ đánh bạc khác
Người liên quan: 14 bị cáo, 7 luật sư, 15 người có quyền lợi và nghĩa vụ có liên quan.
6. Vụ đưa và nhận hối lộ các năm 1995–2001
Người liên quan: 9 bị cáo, 9 luật sư và 43 người có quyền lợi và nghĩa vụ có liên quan.
7. Vụ thiếu trách nhiệm gây hậu quả nghiêm trọng, lạm dụng chức vụ quyền hạn trong khi thi hành công vụ
Người liên quan: 4 bị cáo, 11 luật sư, 35 người có quyền lợi và nghĩa vụ có liên quan.
8. Vụ giết người của Châu Phát Lai Em và Châu Phát Lai Út
Người liên quan: 6 bị cáo, 4 luật sư, 22 bị hại, người làm chứng, người có quyền lợi và nghĩa vụ có liên quan.
9. Vụ cưỡng đoạt tài sản
Người liên quan: 7 bị cáo, 7 luật sư, 66 bị hại, người làm chứng và người có quyền lợi và nghĩa vụ có liên quan.
10. Các vụ cho vay lãi nặng
Người liên quan: 10 bị cáo, 14 luật sư, 72 người có quyền lợi và nghĩa vụ có liên quan.
11. Vụ giết Phan Lê Sơn, Hồ Quốc Hưng
Người liên quan: 24 bị cáo, 30 luật sư, 15 người bị hại, người làm chứng và người có quyền lợi và nghĩa vụ có liên quan.[5]

#### Tuyên án sơ thẩm
- Tử hình: Trương Văn Cam (Năm Cam), Châu Phát Lai Em, Nguyễn Việt Hưng (Hưng "phi nhon"), Nguyễn Hữu Thịnh, Phạm Văn Minh (Minh "bu"), Hồ Thanh Tùng.
- Chung thân: Nguyễn Tuấn Hải (Hải "bánh"), Nguyễn Xuân Trường (Trường "xoăn"), Bùi Anh Việt, Văn Công Tiến.
- 6 năm tù phạm tội nhận hối lộ của gia đình Năm Cam: Phạm Sĩ Chiến.
- 10 năm tù phạm tội nhận hối lộ của gia đình Năm Cam: Trần Mai Hạnh
- Nguyên Giám đốc Công an Thành phố Hồ Chí Minh Bùi Quốc Huy bị tuyên phạt 4 năm tù.
- Nguyên trưởng Phòng Cảnh sát điều tra Nguyễn Mạnh Trung lĩnh án 5 năm tù.
- Nguyên trưởng Phòng Kiểm sát giam giữ cải tạo VKSND Hà Nội Nguyễn Thập Nhất 5 năm tù.
- Dương Minh Ngọc lĩnh án 6 năm tù.
- Phóng viên Hoàng Linh: 12 năm tù.
- Một số bị cáo bị chịu mức án 20 năm tù: Dương Ngọc Hiệp, Phan Thị Trúc, Trần Văn Thuyết, Tạ Đắc Lung.
- Nguyễn Khánh Quốc: 27 năm 9 tháng 2 ngày tù.
- Triệu Tô Hà chịu mức án tổng hợp là 22 năm 6 tháng 28 ngày.[6]

Kiến nghị của Hội đồng Xét xử
Kiến nghị Cơ quan Cảnh sát Điều tra tiếp tục điều tra và xử lý các trường hợp:
- Tống Viết Hòa có hành vi liên quan đến vụ án giết Dung Hà;
- Ông Triệu Quốc Kế, Cao Duy Phước, Lê Thanh Đạo liên quan đến việc nhận tiền của Trần Văn Thuyết, Dương Ngọc Hiệp và Trương Văn Cam;
- Việc Trương Văn Cam được giảm thời hạn tập trung cải tạo năm 1997;
- Trách nhiệm của bà Nguyễn Thị Khánh Hợi - giám định viên giám định lại tỉ lệ thương tật đối với Trát Minh Dũng;
- Việc Phạm Văn Minh trốn sang Campuchia, Phan Thị Trúc đưa hối lộ 10.000USD và Nguyễn Thành Thảo đưa hối lộ 10 triệu đồng cho Dương Minh Ngọc...

Ngoài ra, Hội đồng Xét xử còn áp dụng các loại hình phạt bổ sung gồm phạt tiền, bồi thường thiệt hại cho người bị hại, cấm đảm nhiệm những chức vụ có liên quan đến công việc nhà nước trong thời hạn được quy định sau khi mãn hạn tù.

### Phiên tòa phúc thẩm
Ngày 15 tháng 9 năm 2003, tại Thành phố Hồ Chí Minh, khai mạc phiên tòa phúc thẩm xét xử Vụ án Trương Văn Cam và đồng bọn. Chủ tọa phiên tòa là Thẩm phán Bùi Ngọc Hòa - Chánh tòa Phúc thẩm Tòa án Nhân dân Tối cao tại Thành phố Hồ Chí Minh. Phiên phúc thẩm được mở ra để xét xử theo đơn kháng cáo của 69 bị cáo, 6 người bị hại và người có quyền lợi nghĩa vụ liên quan; trong đó có 6 bị cáo bị án sơ thẩm tuyên tử hình: Trương Văn Cam, Nguyễn Việt Hưng, Nguyễn Hữu Thịnh, Hồ Thanh Tùng, Phạm Văn Minh và Châu Phát Lai Em. Có 13 bị cáo kêu oan toàn bộ hoặc kêu oan một phần mà mức án đã tuyên của phiên tòa sơ thẩm. Tất cả các bị cáo còn lại đều kháng cáo xin giảm án.
Thời gian xét xử vụ án tại phiên phúc thẩm
Thời gian xét xử vụ án từ ngày 15 tháng 9 năm 2003 đến ngày 30 tháng 10 năm 2003, phiên tòa kéo dài 26 ngày không kể thứ bảy, chủ nhật và ngày nghỉ, từ 8 giờ 00 đến 17 giờ 00 hằng ngày.

#### Tuyên án phúc thẩm
- Tử hình: Trương Văn Cam (tử hình về tội "Giết người", tử hình về tội "Đưa hối lộ", chấp hành hình phạt chung là tử hình), Nguyễn Việt Hưng, Nguyễn Hữu Thịnh, Phạm Văn Minh, Châu Phát Lai Em
- Chung thân: Nguyễn Xuân Trường, Hồ Thanh Tùng, Bùi Anh Việt,
- Phan Thị Trúc "Mẫu hậu" (vợ Năm Cam), Dương Ngọc Hiệp "Phò mã" (con rể Năm Cam), Trần Văn Thuyết "Buôn vua" và Tạ Đắc Lung (Lý đôi) nhận mức án 20 năm. Phan Thị Trúc mất tại trại giam năm 2012.

Các bị cáo nguyên cán bộ, công an, nhà báo
- Nguyễn Mạnh Trung: 5 năm tù về tội "Lợi dụng chức vụ, quyền hạn trong khi thi hành công vụ", được đặc xá ngày 27 tháng 4 năm 2005[9].
- Nguyễn Thập Nhất: 4 năm tù về tội "Lợi dụng ảnh hưởng đối với người có chức vụ, quyền hạn để trục lợi".
- Phạm Sỹ Chiến: 6 năm tù về tội "Nhận hối lộ", được đặc xá ngày 27 tháng 4 năm 2005[9].
- Trần Mai Hạnh 9 năm tù về tội "Nhận hối lộ", nhờ có công với Cách mạng được đặc xá ngày 2 tháng 9 năm 2005[10].
- Bùi Quốc Huy: 4 năm tù về tội "Thiếu trách nhiệm gây hậu quả nghiêm trọng", được đặc xá ngày 31 tháng 1 năm 2005[11].
- Dương Minh Ngọc: y án 6 năm tù[12], trong đó 3 năm tù về tội "Nhận hối lộ", được đặc xá năm 2005
- Võ Quang Thắng: 7 năm tù.
- Hoàng Linh: 12 năm tù.[13], được đặc xá ngày 24/10/2007

## Nội dung Vụ án Năm Cam và đồng phạm

### Vụ giết hại Dung Hà
Dung Hà tên thật là Vũ Thị Hoàng Dung sinh năm 1965, thường trú tại 2/23 Trạng Trình, phường Phan Bội Châu, quận Hồng Bàng, thành phố Hải Phòng; Dung Hà là đối tượng hình sự có nhiều tiền án, tiền sự cầm đầu một băng nhóm tội phạm xã hội đen. Tháng 10 năm 1998, Dung Hà chuyển vào làm ăn tại Thành phố Hồ Chí Minh. Ngay từ khi đặt chân vào Thành phố Hồ Chí Minh, Dung Hà đã có ý định tranh giành lãnh địa, đe dọa vị trí "thống lĩnh giang hồ" của Năm Cam. Năm Cam đã ra lệnh cho Hải "bánh" tức Nguyễn Tuấn Hải phải tiêu diệt Dung Hà. Đêm khuya ngày 1 tháng 10 năm 2000, Hải "bánh" cùng Nguyễn Việt Hưng và Nguyễn Xuân Trường thực hiện việc sát hại Dung Hà; vào lúc 23 giờ 30 Nguyễn Việt Hưng tiến sát tới Dung Hà khi đang ngồi uống nước trước cửa nhà 17 Bùi Thị Xuân, quận 1, Thành phố Hồ Chí Minh, Hưng rút súng Rulo (loại súng bắn đạn cỡ 9 mm) kê sát vào đầu từ trái qua phải bắn một phát, Dung Hà gục xuống chết ngay tại chỗ.

### Vụ tạt axít Lâm chín ngón
Lâm "chín ngón" tên thật là Lê Ngọc Lâm sinh năm 1945 tại tỉnh Hà Tây (nay là Hà Nội). Năm 1954 cùng mẹ đẻ và cha dượng di cư vào miền Nam và sinh sống tại thành phố Sài Gòn. Năm 1957, Lê Ngọc Lâm đã bị cha dượng đuổi ra khỏi nhà và từ đó sống cuộc đời lang thang giao du với phần tử xấu hoạt động phạm pháp và bị chính quyền Việt Nam Cộng hòa bắt giam nhiều lần về các tội trộm cắp, cưỡng đoạt, giết người,... Lâm "chín ngón" được giới tội phạm tôn sùng như một "đại ca". Sau ngày 30 tháng 4 năm 1975, vì Lâm là đối tượng nguy hiểm nên bị tập trung đi cải tạo đến năm 1988 mới được trả tự do. Biết Lâm là đối tượng nhiều năm ra tù vào tội, lợi dụng lúc Lâm mới đi cải tạo về gặp nhiều khó khăn, Năm Cam đã tạo cơ hội "hợp tác" cho Lâm, giúp Lâm cùng hùn vốn mở sạp bán đồ điện tử tại chợ Huỳnh Thúc Kháng, quận 1, Thành phố Hồ Chí Minh. Năm 1990, Năm Cam cùng Lâm hùn vốn thuê mặt bằng tại 49 Huỳnh Thúc Kháng buôn bán hàng điện tử. Khi làm ăn phát đạt, Lê Ngọc Lâm kiếm chuyện nói qua lại những điều không hay của Năm Cam "là kẻ cờ bạc, tù tội, có gì mà phải tôn sùng, dựa hơi...", xem thường và hạ uy tín của Năm Cam với giới giang hồ, do vậy giữa Năm Cam và Lâm đã phát sinh mâu thuẫn.
Năm Cam đã bàn bạc và chỉ đạo Dung Hà dùng axít để gây thương tích nhằm để cảnh cáo Lê Ngọc Lâm. Khoảng 20 giờ 30 phút ngày 14 tháng 7 năm 1999 tại trước cửa quán phở "Lài" số 8 bis đường Cửu Long, cư xá Bắc Hải, phường 15, quận 10, Thành phố Hồ Chí Minh, khi Lê Ngọc Lâm đang dựng xe vào quán ăn phở thì có hai thanh niên khoảng 30 tuổi đi xe máy dừng ở bên kia đường. Thanh niên ngồi sau bê ca a xít đến chỗ Lê Ngọc Lâm, hắt vào vùng mặt, đầu Lâm, sau đó vứt lại chiếc ca nhựa đỏ nhảy lên xe chờ sẵn tẩu thoát. Lê Ngọc Lâm đã được vợ và Công an phường 15 đưa cấp cứu tại Bệnh viện Trưng Vương. Sau đó chuyển sang điều trị tại Khoa Bỏng Bệnh viện Chợ Rẫy. Tổn thương để lại cho Lê Ngọc Lâm là bỏng mặt, cổ, thân, hai mắt; sẹo mềm rải rác ở mặt, cổ, vai, ngực phải và hai tay, giảm thị lực nghiêm trọng.

### Hành vi tổ chức đánh bạc
Hồi 18 giờ ngày 9 tháng 10 năm 2001, Công an quận 8, Thành phố Hồ Chí Minh bắt quả tang tại nhà của Trương Thoại ở số 74/18 Trần Nguyên Hãn, phường 13, quận 8; có 31 đối tượng đang đánh bạc xóc đĩa ăn tiền, cùng nhiều tang vật phục vụ cho việc đánh bạc. Trên cơ sở điều tra đã xác định được hệ thống sòng bạc do Trương Văn Cam tổ chức có quy mô lớn, có phương tiện đánh bài gian lận như máy camera, máy rung hoạt động trên địa bàn quận 5, quận 3, quận 8 và nhiều địa bàn khác trong Thành phố Hồ Chí Minh.

#### Hành vi tổ chức và đánh bạc do các đối tượng khác
- Hành vi tổ chức trường đá gà ăn tiền thu tiền xâu do Đoàn Minh Chánh và Nguyễn Anh Minh thực hiện. Từ tháng 3 năm 1999 đến tháng 3 năm 2001, Đoàn Minh Chánh cùng với Nguyễn Anh Minh (Cu nhứt) đã thuê đất trống của nhiều hộ dân ở các quận 7, quận 8, huyện Nhà Bè, huyện Bình Chánh để tổ chức đá gà từ 13 giờ đến 18 giờ các ngày lễ, tết, thứ bảy, chủ nhật; có từ 15 đến 50 con bạc tham gia. Cách thức thu tiền xâu: Các con bạc cá độ với nhau 1 đến 2 triệu đồng / 1 trận thì mỗi bên phải nộp 200.000 đồng tiền xâu; 5 - 7 triệu đồng / 1 trận thì mỗi bên phải nộp 300.000 đồng tiền xâu; 7 - 10 triệu đồng / 1 trận thì mỗi bên phải nộp 400.000 hoặc 500.000 tiền xâu (tùy theo khách). Các con bạc khác không có đá gà (đá ngoài với nhau), Chánh và Minh thu tiền xâu mỗi người từ 50.000 đồng đến 70.000 đồng / 1 trận.
- Hành vi tổ chức đánh bạc và đánh bạc của Trương Hiền Bảo.
- Hành vi tổ chức sòng bạc của Đoàn Minh Chánh và Nguyễn Văn Sy (Bảy Sy). Đầu tháng 9 năm 2001, Bảy Sy cùng Đoàn Minh Chánh thuê căn nhà không số của Võ Tấn Phước (Lành) tại hẻm bên hông hồ bơi Hòa Bình thuộc phường 4, quận 8, Thành phố Hồ Chí Minh mở sòng bạc để thu tiền xâu. Sòng bạc này hoạt động từ giữa tháng 9 đến cuối tháng 12 năm 2001 thì nghỉ. Hàng ngày có khoảng 12 đến 16 đối tượng trong đó có cả Chánh và Sy cùng tham gia chơi xập xám hoặc xí ngầu.
- Hành vi tổ chức đánh bạc và đánh bạc của Lê Văn Đại. Từ tháng 6 đến tháng 10 năm 2001, Trương Hiền Bảo phân công cho Lê Văn Đại mỗi ngày đi mua 4 bộ bài tú lơ khơ về cho các con bạc đánh bài; Đại luôn có mặt để theo dõi, quản lý việc nộp tiền xâu của các con bạc. Lê Văn Đại còn trực tiếp tham gia cá độ bóng đá với hình thức góp tiền với người khác để cá độ bóng đá (gọi là chơi ké).
- Hành vi đánh bạc của Nguyễn Văn Thành (Mười "lù"). Từ tháng 6 đến tháng 12 năm 2001, Thành đã nhiều lần đến 196 Trần Bình Trọng, phường 4, quận 5, Thành phố Hồ Chí Minh để chơi cá độ bóng đá. Hàng ngày từ khoảng 14 giờ đến 15 giờ, Thành thường đến để thanh toán tiền cá độ của hôm trước, nghe thông tin về các trận bóng đá sắp tới và tìm các con bạc chơi với mình. Trong số tiền Thành chơi cá độ, có 5 đối tượng là: Năm Cam, Thảo ma, Thọ Đại úy, Lắm đen, Bánh ú góp 34%, còn lại 65% là của Thành. Ngoài ra, từ tháng 6 năm 1998 đến tháng 12 năm 2001, Thành còn đến 6 tiệm cà phê khác nhau trong thành phố để chơi cá độ với nhiều đối tượng khác. Ngoài các hành vi cá độ bóng đá ăn tiền, Thành còn đánh bài tiến lên hoặc chơi cá ngựa ăn tiền với nhiều đối tượng cũng xem bóng đá.
- Hành vi đánh bạc của Hứa Tấn Bửu (Bò Nghé). Từ tháng 1 đến tháng 12 năm 2001, Hứa Tấn Bửu thường đến quán cà phê ở 196 Trần Bình Trọng, quận 5; 177 Nguyễn Thị Minh Khai, quận 1 và một số quán cà phê vỉa hè khác trong Thành phố Hồ Chí Minh để cá độ bóng đá.
- Hành vi đánh bạc của Tiêu Quân (Hải Ba Càng). Từ tháng 3 đến tháng 12 năm 2001, Quân thường đến quán 196 Trần Bình Trọng, quận 5 để nghe thông tin về các trận đấu, tỷ lệ cá cược để buổi tối, Quân xem truyền hình trực tiếp bóng đá và cá độ với người ngồi bên cạnh.
- Hành vi đánh bạc của Nguyễn Chí Dũng (Dũng Nội). Từ tháng 6 đến tháng 12 năm 2001, Dũng thường một mình đến uống cà phê tại 196 Trần Bình Trọng và nghe mọi người bàn luận bóng đá và tỷ lệ cá cược, rồi bắt độ bóng đá. Ngoài ra, Dũng còn cá độ bóng đá ở nhiều địa bàn khác ở trong và ngoài Thành phố Hồ Chí Minh.
- Hành vi đánh bạc của Ngô Quang Vinh (Man).
- Hành vi đánh bạc của Lương Cẩm Huy.
- Hành vi đánh bạc của Hồ Việt Sử.
- Hành vi đánh bạc của Châu Phát Lai (Lai Anh), Hứa Văn Em (Bé Em) và Hồ Văn Nghị (Sang "lùn").
- Hành vi tổ chức đánh bạc của Phạm Minh Tâm và Huỳnh Phú hải.
- Hành vi tổ chức đánh bạc và đánh bạc của Lê Thị Kim Anh.

### Hành vi đưahối lộ
Hành vi đưa hối lộ thời điểm trước khi Năm Cam đi cải tạo năm 1995
Đầu năm 1995, Năm Cam phát hiện đang bị Công an điều tra về hoạt động tội phạm của mình, nên rất lo sợ và tìm cách lo chạy các cơ quan pháp luật để giảm thoát tội. Năm Cam đã ra Hà Nội nhờ Nguyễn Văn Thắng (Thắng Tài Dậu) dẫn đến nhà Trần Văn Thuyết lo chạy giúp (vì biết Thuyết quen biết nhiều công chức pháp luật và nhà báo), Thuyết hướng dẫn Năm Cam đến nhà Cao Huy Phước (Công an hưu trí) ở 111 Hàng Bông, quận Hoàn Kiếm, Hà Nội. Tại đây, Thuyết đặt vấn đề nhờ ông Phước chuyển đơn kêu oan của Năm Cam đến Bộ trưởng Bộ Nội vụ là Thượng tướng Bùi Thiện Ngộ, ông Phước đồng ý. Năm Cam đã đưa cho Trần Văn Thuyết 10.000 USD để lo chạy tội.
Hành vi đưa hối lộ của Phan Thị Trúc (vợ Năm Cam), Dương Ngọc Hiệp (con rể Năm Cam) và Trần Văn Thuyết khi Năm Cam bị bắt tập trung đi cải tạo
Tháng 6 năm 1995, Trúc cùng Hiệp ra Hà Nội thông qua Thắng Tài Dậu dẫn đến gặp Thuyết tại 91 Nguyễn Thái Học, quận Ba Đình. Tại đây Hiệp đặt vấn đề tiếp tục nhờ Thuyết lo "chạy tội" cho Năm Cam thoát khỏi việc tập trung giáo dục cải tạo. Thuyết đồng ý và yêu cầu Hiệp đưa tiền, đồng thời cũng yêu cầu Phan Thị Trúc viết đơn kêu oan gửi các cấp lãnh đạo, cơ quan pháp luật và báo chí để lên tiếng gây áp lực. Thuyết nhờ Nguyễn Thập Nhất (Trưởng phòng Kiểm sát giam giữ Viện Kiểm sát Nhân dân Hà Nội) thảo đơn và sắp xếp trình tự gửi các cơ quan bảo vệ pháp luật và công luận, sau đó đưa cho Dương Ngọc Hiệp đánh máy và ký tên Phan Thị Trúc gửi qua đường bưu điện đến các nơi cần thiết. Phan Thị Trúc, Dương Ngọc Hiệp và Trần Văn Thuyết đã đưa hối lộ cho quan chức, nhà báo bằng tiền và hiện vật có giá trị cao (như đồng hồ Rolex...).
Hành vi đưa hối lộ từ các sòng bạc xóc đĩa
Khoảng tháng 9 năm 1999 sau khi đi tập trung cải tạo về (tháng 10 năm 1997), Năm Cam cùng Tô Văn Tốt, Nguyễn Văn Nhã, Nguyễn Khánh Quốc, Phạm Văn Minh, Lê Thị Thu Hà và Thành Chân đã phục hồi lại sòng bạc xóc đĩa tại địa bàn quận 8. Theo sự phân công, để đảm bảo an ninh cho sòng bạc, Năm Cam chủ trương trích từ nguồn xâu thu của người thắng bạc mỗi ván 5% để mua chuộc cảnh sát công an bao che sòng bạc.
Hành vi đưa hối lộ từ các sòng bạc tài xỉu
Cuối tháng 1 năm 2001, Cô Đệ (tức Tư Râu) và Nguyễn Văn Thọ (Thọ "đại úy") tổ chức sòng bạc bằng hình thức đánh tài xỉu tại nhà của Lương Trung, số 62/2B Trần Nguyên Hãn, phường 13, quận 8; đến cuối tháng 10 năm 2001 do bị tố cáo, sòng bạc chuyển sang hoạt động tại hẻm 41 Cần Giuộc, phường 12, quận 8. Việc đưa hối lộ được lấy từ nguồn tiền xâu của sòng bạc để hối lộ công an phường, đội cảnh sát hình sự quận.
Hành vi đưa và nhận hối lộ sau khi Năm Cam bị bắt về tội giết người (năm 2001)
Cuối năm 2001, Năm Cam và đồng bọn bị bắt giam về tội giết người, tổ chức đánh bạc, cưỡng đoạt tài sản... Sau khi Năm Cam bị bắt khoảng 5 ngày, Trương Thị Lan (con gái Năm Cam) nhờ Tôn Vĩnh Đắc (Long "đầu đinh") tìm người chạy tội cho Năm Cam và Dương Ngọc Hiệp. Tại Hà Nội Long "đầu đinh" kết hợp với Nguyễn Thập Nhất đã đưa hối lộ cho Phạm Sỹ Chiến (Phó Viện trưởng Viện Kiểm sát Nhân dân Tối cao) cùng nhiều quan chức khác.

### Hành vi nhận hối lộ và làm lộ bí mật của Trần Mai Hạnh
Trần Mai Hạnh, nguyên Ủy viên Ban Chấp hành Trung ương Đảng Cộng sản Việt Nam, nguyên Tổng Giám đốc Đài tiếng nói Việt Nam, Phó Chủ tịch Hội Nhà báo Việt Nam là quan chức cấp cao và là bị cáo trong vụ án. Khi còn làm việc tại Thông tấn xã Việt Nam, bị tai nạn điều trị tại Bệnh viện Hữu nghị Việt - Đức năm 1992, với danh nghĩa cùng quê Hải Dương, Trần Văn Thuyết đã đến thăm và sau đó Thuyết đến nhà riêng Trần Mai Hạnh ở tập thể Đài VOV chơi, từ đó Thuyết quan hệ thân thiết với Trần Mai Hạnh cho đến khi Thuyết bị cơ quan cảnh sát điều tra bắt ngày 6 tháng 4 năm 2002 tại Khách sạn Empress số 5 Nguyễn Thái Học, thành phố Đà Lạt, tỉnh Lâm Đồng. Cơ quan điều tra đã có bằng chứng về quan hệ thân thiết của Trần Mai Hạnh với Trần Văn Thuyết, Tôn Vĩnh Đắc, Nguyễn Thập Nhất, Dương Ngọc Hiệp và Phạm Sỹ Chiến. Thuyết và Hiệp đã quan hệ với nhóm người này để chạy tội cho Năm Cam trong các năm 1995 - 1997. Trần Mai Hạnh đã nhận tổng cộng 6.000 USD và nhiều quà có giá trị cao từ Trần Văn Thuyết và Dương Ngọc Hiệp để chạy tội cho Năm Cam; ngoài ra Trần Mai Hạnh còn cho đăng trên công luận một số tài liệu có đóng dấu "Mật" của Chính quyền Việt Nam. Trần Mai Hạnh lúc phạm tội đang giữ cương vị Phó Chủ tịch kiêm Tổng Thư ký Hội Nhà báo Việt Nam, Tổng Biên tập báo Nhà báo và công luận.

### Hành vi nhận hối lộ của Phạm Sỹ Chiến
Khi phạm tội, Phạm Sỹ Chiến đang giữ cương vị Phó Viện trưởng Viện Kiểm sát Nhân dân Tối cao. Tháng 6 năm 1995, được Nguyễn Thập Nhất dẫn đường, Trần Văn Thuyết cùng Dương Ngọc Hiệp, Tôn Vĩnh Đắc đã đến nhà Phạm Sỹ Chiến (phụ trách kiểm sát hình sự) ở số 3, ngõ 25 An Dương, phường Yên Phụ, quận Tây Hồ, Hà Nội để nhờ chạy án; Phạm Sỹ Chiến đã dùng nhiều thủ đoạn nhằm gỡ tội cho Năm Cam và ký kiến nghị gửi Bộ trưởng Bộ Nội vụ yêu cầu hủy bỏ việc tập trung cải tạo của Năm Cam. Phạm Sỹ Chiến đã nhận quà biếu trả công cho việc giúp Năm Cam tương đương 3.000 USD.

### Hành vi lợi dụng người khác để trục lợi của Nguyễn Thập Nhất và Tôn Vĩnh Đắc
Tháng 3 năm 1993, Nguyễn Thập Nhất được điều về Viện Kiểm sát Nhân dân Thành phố Hà Nội, được bổ nhiệm giữ chức Phó trưởng phòng và đến tháng 10 năm 1994, được đề bạt chức Trưởng phòng Kiểm sát giam giữ cải tạo.
Tháng 5 năm 1995, sau khi Năm Cam bị bắt giam tại Trại Tạm giam Bộ Công an, thì Dương Ngọc Hiệp (con rể của Năm Cam) theo lời dặn của cha vợ đã ra Hà Nội gặp Nguyễn Văn Thắng để Thắng dẫn đến gặp Trần Văn Thuyết nhờ Thuyết tiếp tục giúp đỡ chạy tội cho Năm Cam, trước đó ngày 20 tháng 5 năm 1995, Thuyết đã dẫn Năm Cam đến nhà ông Phước và Thuyết đã nhận 10.000 USD của Năm Cam. Trần Văn Thuyết đã điện thoại mời Nguyễn Thập Nhất đến nhà riêng của Thuyết ở 91 Nguyễn Thái Học, Hà Nội - Trần Văn Thuyết quen biết Nguyễn Thập Nhất từ năm 1993 - để nhờ Nhất xem đơn của vợ Năm Cam (Phan Thị Trúc). Sau khi xem xét đơn khiếu nại, nghe Thuyết và Hiệp nói lại, Nguyễn Thập Nhất đã nói với Thuyết: Hiệp có cơ sở để khiếu kiện. Thuyết đã nhờ Nhất thảo hộ đơn mang tên Phan Thị Trúc. Thuyết đã thảo hộ đơn đó, rồi đưa cho Hiệp đi đánh máy. Sau đó, Thuyết và Hiệp đã nhờ Nhất đưa đơn đến Viện Kiểm sát Nhân dân Tối cao. Đồng thời Nguyễn Thập Nhất đã đưa Thuyết và Hiệp đến nhà riêng của lãnh đạo Viện Kiểm sát Nhân dân Tối cao để kêu oan cho Năm Cam.
Tôn Vĩnh Đắc (tức Long "đầu đinh") có quan hệ từ trước với Nguyễn Thập Nhất, Đắc đã tích cực chạy tội cho Năm Cam bằng các quan hệ của mình, đã nhiều lần nhận tiền của Năm Cam và đồng bọn.
Trong việc này, Nguyễn Thập Nhất đã nhận một phong bì 2.000, USD; trong hai năm 1995 - 1996, Nhất đã nhiều lần nhận tiền của Thuyết để tiếp khách, tổng cộng là 3.000, USD. Ngoài ra, Thuyết còn lắp cho Nhất tại nhà riêng một bộ dàn nghe nhạc trị giá 4.200, USD. Trong những năm Năm Cam đi cải tạo, Nguyễn Thập Nhất đã nhiều lần nhận tiền để chạy tội cho Năm Cam (khoảng hơn 10.000, USD).

### Hành vi lợi dụng người khác để trục lợi của Trần Văn Thuyết
Tháng 5 năm 1995, khi biết bị cơ quan công an lập hồ sơ bắt giam, Năm Cam đã ra Hà Nội và được Nguyễn Văn Thắng (Thắng Tài Dậu) dẫn đến nhà riêng Trần Văn Thuyết nhờ quan hệ chạy tội cho mình. Trần Văn Thuyết đã dẫn Năm Cam gặp một số quan chức để chạy tội cho Năm Cam. Riêng Trần Văn Thuyết đã nhận của Năm Cam 67.000, USD., 10, triệu đồng Việt Nam cùng đồng hồ Rolex trị giá 5.000, USD. Trần Văn Thuyết cũng đã nhiều lần nhận tiền (hàng chục ngàn USD) của Năm Cam và đồng bọn để đút lót chạy tội.

### Hành vi thiếu trách nhiệm gây hậu quả nghiêm trọng của Bùi Quốc Huy
Bùi Quốc Huy nguyên Trung tướng, nguyên Ủy viên Ban Chấp hành Trung ương Đảng Cộng sản Việt Nam, nguyên Thứ trưởng Bộ Công an; bị điều tra các vi phạm trong thời gian làm Giám đốc Công an Thành phố Hồ Chí Minh. Ngày 27 tháng 9 năm 1997, Năm Cam được tha trước thời hạn sau khi cải tạo được hơn 2 năm; khi tha Năm Cam, Cục V 26, Bộ Công an đã có công điện yêu cầu Công an Thành phố Hồ Chí Minh tiếp tục theo dõi và quản lý giám sát Năm Cam. Với chức năng, nhiệm vụ là Giám đốc Công an Thành phố Hồ Chí Minh, từ tháng 4 năm 1996 đến tháng 7 năm 2001, Bùi Quốc Huy đã buông lỏng công tác quản lý cán bộ nhân viên dưới quyền, từ đó nhiều cảnh sát công an cấp dưới đã bị tổ chức tội phạm của năm Cam mua chuộc, lôi kéo làm tha hóa, biến chất, thậm chí một số cảnh sát cấp lãnh đạo phòng, quận của Công an thành phố có hành vi tiếp tay hoặc bao che cho hoạt động phạm tội.

## Phương thức hoạt động và thủ đoạn của Năm Cam và đồng bọn

### Phương thức hoạt động của Năm Cam và đồng bọn
- Hình thành tổ chức và phân chia quyền lực;
- Bảo đảm sự tồn tại và tìm cách phát triển của tổ chức.

### Thủ đoạn của Năm Cam và đồng bọn
- Bảo kê;
- Tranh giành địa vị, gây ảnh hưởng phát triển tổ chức;
- Mua chuộc, lôi kéo, khống chế và giao nhiệm vụ cho đàn em trong tổ chức tội phạm;
- Mua chuộc, lôi kéo, khống chế quan chức và công an;
- Móc nối với các tổ chức tội phạm khác trên địa bàn và ngoài địa bàn kể cả với các tổ chức tội phạm ngoài nước;
- Công khai hợp pháp hóa các hoạt động dưới danh nghĩa tổ chức hợp pháp.

## Quan chức phạm tội trong vụ án

### Bị cáo của vụ án
- Bùi Quốc Huy
- Trần Mai Hạnh
- Phạm Sỹ Chiến
- Dương Minh Ngọc
- Nguyễn Mạnh Trung
- Võ Quang Thắng
- Nguyễn Hoàng Linh

### Quan chức liên quan
Các quan chức liên quan đến việc nhận tiền của Trần Văn Thuyết, Dương Ngọc Hiệp và Trương Văn Cam bị tòa án kiến nghị tiếp tục điều tra, gồm:
- Lê Thanh Đạo, nguyên Viện trưởng Viện Kiểm sát Nhân dân Tối cao;
- Triệu Quốc Kế, nguyên là Cục trưởng Cục cảnh sát điều tra Bộ Công an;
- Cao Duy Phước.